# Y
Y, y (игрек, ипсилон) — 25-я буква базового латинского алфавита.

## История
В латинице буква Y восходит к греческому ипсилону; она была заимствована в I веке до н. э. и использовалась в латинском языке только в греческих заимствованиях (например, systema). В средневековье буква y стала использоваться в алфавитах новых западноевропейских языков также и в других функциях, в частности, как эквивалент в некоторых позициях для буквы i. Так, в среднеанглийском языке в одних орфографических школах буква y писалась на конце слова, а i — в других позициях (эта тенденция возобладала), а в других — наоборот. Затем буква y стала активно применяться и в славянских алфавитах на основе латиницы (чешском, польском и некоторых других), и в алфавитах неевропейских языков.

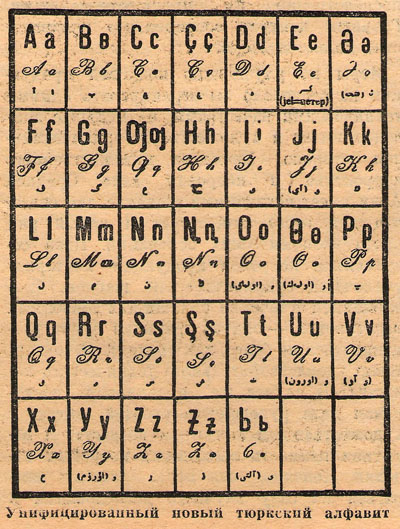
Новый тюркский алфавит

| Прасемитский вав | Финикийский вав | Греческий ипсилон | Латинский игрек |
| Прасемитский вав | Финикийский вав | Греческий ипсилон | Латинский игрек |

 В татарском Яналифе у буквы была заглавная форма .

## Произношение
В классическом греческом произношении ипсилон (точнее, упсилон) читался как немецкое Ü. Так эта буква читается и в некоторых современных языках, например, в немецком, финском и албанском. В латинском произношении, возможно, образованные люди следовали за греческим, но достаточно скоро эта буква стала читаться как [i] (в греческом также произошло такое изменение). В современных языках буква y может передавать несколько разных звуков. Во французском она читается как [i], реже — как [j], либо входит в диграфы, где эквивалентна удвоенной ii; в английском — после согласных — как [i] или [ai], после гласных — как [j]; в испанском — всегда как [j], кроме заимствованных слов и союза y. В славянских языках читается как [ɨ], аналогично русскому Ы, или [i], как в чешском, где эти две фонемы совпали. В азербайджанском, турецком и узбекском означает звук [j]. В туркменском и в проекте казахского латинского алфавита читается как [ɯ].
В некоторых языках, использующих латиницу, например, итальянском, буква y не употребительна вовсе (кроме заимствованных слов).
Употребляется также как переменная и обозначение для оси ординат в математике.

## Название
В классическую латинскую эпоху она называлась ипсилон (упсилон) — так же, как и греческая буква. Это название сохраняется в немецком и венгерском языках. Вместе с тем употреблялось достаточно рано название «и греческое», отражающее использование этой буквы в латинском языке. Такое происхождение имеет название Y во французском (игре́к, фр. igrec, i grec) и испанском языках (исп. i griega). По-английски эта буква называется ўай [waɪ]. В албанском языке называется ю [y].
По-русски {\displaystyle y} в качестве одного из обозначений переменной величины в математике называется и произносится и́грек (реже говорят с французским ударением: игре́к).
| Название по-русски: игрек. Код НАТО: Yankee (/ˈjanki/, [я́нки]). Азбука Морзе: −·−− |                   |                                     |        |
| \| ● \| ● \| \| ○ \| ● \| \| ● \| ● \| Шрифт Брайля                                | Семафорная азбука | Флаги международного свода сигналов | Амслен |
| ●                                                                                  | ●                 |                                     |        |
| ○                                                                                  | ●                 |                                     |        |
| ●                                                                                  | ●                 |                                     |        |

## Использование
- Химический элемент иттрий обозначается как Y.
- В хромосомной генетике Y — краткое обозначение Y-хромосомы — половой хромосомы большинства млекопитающих, в том числе человека, определяющей мужской пол организма.
- В популяционной генетике Y — обозначение гаплогруппы Y (мтДНК).